# Nemoria saryae
Nemoria saryae là một loài bướm đêm trong họ Geometridae.